# Diecezja Ossory
Diecezja Ossory (ang. Diocese of Ossory, irl. Deoise Chnoc Osraí, łac. Dioecesis Ossoriensis) – diecezja Kościoła katolickiego w Irlandii położona w południowo-wschodniej części Irlandii, w metropolii dublińskiej. Została ustanowiona w 549. W przełożeniu na świecki podział administracyjny, obejmuje większość hrabstwa Kilkenny, a także części hrabstw Laois i Offaly.